# 本間茂雄
本間 茂雄（ほんま しげお、1904年（明治37年）4月19日 - 1974年（昭和49年）11月3日）は、日本の体操競技選手、指導者で、体育学者。 1932年ロサンゼルスオリンピック日本代表で、日本では最初の体操競技オリンピック選手の一人である。

## 経歴・人物
新潟県の佐渡島出身。旧畑野町（現・佐渡市）の畑野尋常小学校から東京府東京市牛込区（現・東京都新宿区牛込）の牛込尋常小学校高等科（現在の新宿区立牛込仲之小学校）、府立四中、東京高等師範学校を経て、1933年（昭和8年）東京文理科大学教育学科を卒業した。大学在学中に主将として1932年ロサンゼルスオリンピックに体操競技初の日本代表メンバーとして出場したが、チームは最下位だった。1936年ベルリンオリンピックでは体操コーチを務め、その後は東京体育専門学校教授を経て、東京教育大学教授（のち副学長、名誉教授）、東京女子体育大学教授を歴任した。この間、1936年4月に論文「イオン化空気浴の血糖に及ぼす影響」により、北海道帝国大学より医学博士号を取得した。
没後に『本間茂雄体育論集』（本間茂雄体育論集刊行会（編）、不昧堂出版、1975年）が刊行されている。
四男の本間二三雄も体操競技に進み、1970年、1974年の世界体操競技選手権団体総合優勝メンバーとなる。つり輪種目の技名「ホンマ」は、二三雄の名にに由来する。

## 関連人物
- 永田俊一 - 元大蔵官僚。同郷かつ高校の後輩。
- 近藤安月子 - 日本語教育学者。同上。